# Heliotropium riedlii
Heliotropium riedlii är en strävbladig växtart som beskrevs av Lyndley Alan Craven. Heliotropium riedlii ingår i Heliotropsläktet som ingår i familjen strävbladiga växter. Inga underarter finns listade i Catalogue of Life.